# In the Company of Heroes
In the Company of Heroes – książka Michaela Duranta i Stevena Hartova opisująca przeżycia Duranta, jako pilota śmigłowców wojskowych podczas operacji w Mogadiszu w Somalii w 1993 roku, w Zatoce Perskiej (wojna iracko-irańska i I wojna w Zatoce Perskiej) oraz amerykańskiej operacji w Panamie, a także inne epizody z życia Duranta, związane z jego pracą. Podczas operacji w Mogadiszu pilotowany przez Duranta śmigłowiec UH-60 Black Hawk o oznaczeniu kodowym Super Six-Four został zestrzelony przy pomocy RGppanc. Sam Durant przeżył lądowanie awaryjne. Na ziemi dwóch snajperów Delta Force: Gary Gordon i Randy Shughart ochotniczo zgłosiło się do osłaniania miejsca katastrofy i rannego pilota. Odpierając ataki tłumu ponieśli oni śmierć, a Durant na 11 dni został jeńcem somalijskiego generała-przywódcy bojówek – Mohameda Farraha Aidida. Komandosi Delty zostali za tę akcję odznaczeni pośmiertnie Medalem Honoru.
Wstęp do książki napisał Mark Bowden, autor innej pozycji o operacji w Mogadiszu: Helikopter w ogniu (Black Hawk Down: A Story of Modern War). 
Książka znalazła się na liście bestsellerów „New York Times”.